# Сурахано-Зыхское нефтяное и торговопромышленное акционерное общество

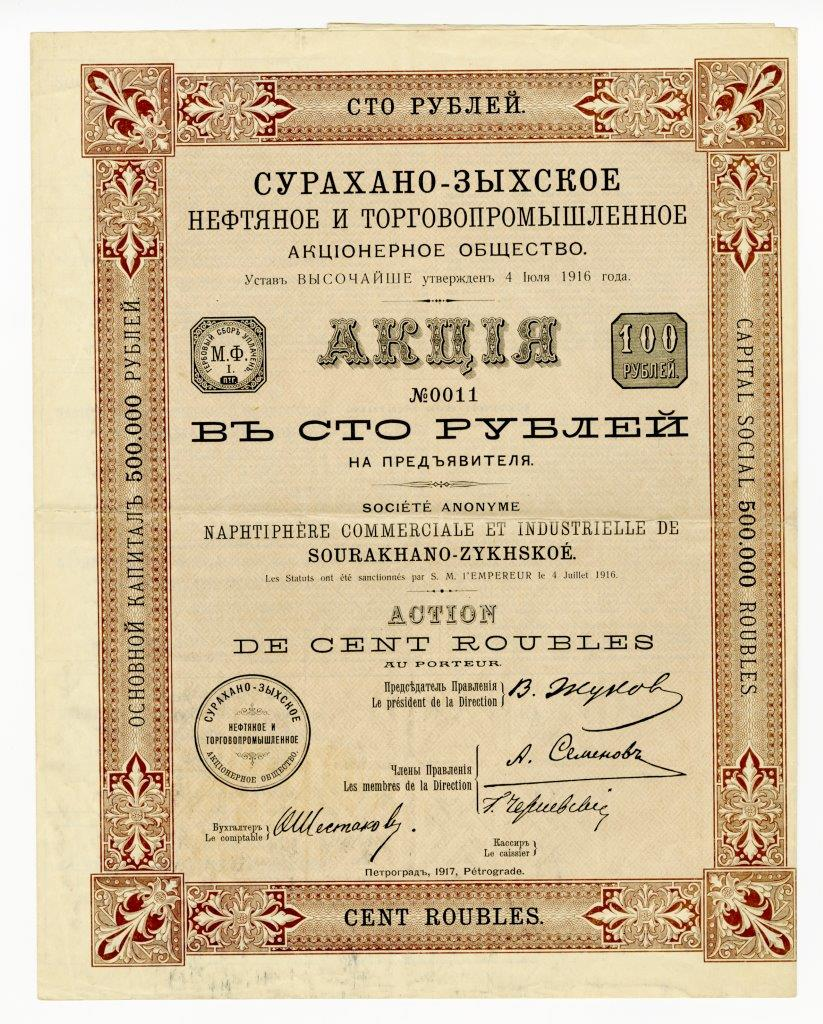
Акция в 100 руб. на предъявителя Сурахано-Зыхского нефтяного и торговопромышленного акционерного общества. Петроград, 1917 г.

Устав Сурахано-Зыхского нефтяного и торговопромышленного акционерного общества был высочайше утвержден 4 июля 1916 г., а непосредственно к нефтепромыслу компания приступила в переломном для России 1917 г. — году революционных потрясений и начала гражданской войны.
«Сурахано-Зыхское» общество осваивало месторождения близ поселков Сураханы и Зых Бакинского нефтегазоносного района, окрестности которых издревле славились обилием нефтяных колодцев. Именно в Сураханах в 1857 г. известным предпринимателем и нефтепромышленником В. А. Кокоревым был построен первый в мире нефтеперегонный завод, на котором одно время в качестве консультанта работал Д. И. Менделеев.